# Georgios Papoulias
Georgios Dimitrios Papoulias (griechisch Γεώργιος Δημήτριος Παπούλιας; * 19. Mai 1927 in Athen; † 11. September 2009 in Kolonaki) war ein griechischer Diplomat und von 1989 bis 1990 zwei Mal Außenminister Griechenlands.

## Biographische Daten
Er studierte Rechtswissenschaft an der Universität Athen sowie Betriebswirtschaft an der Wirtschaftsuniversität Athen. Von 1950 bis 1951 war er Leutnant beim Griechischen Heer. 1955 trat er in den auswärtigen Dienst. Ab 1957 wurde er in Neu-Delhi bis 1964 in Bonn, bei der Ständigen Vertretung der Griechischen Regierung beim Büro der Vereinten Nationen in Genf, in Paris beschäftigt. 1971 wurde er Ständiger Vertreter der griechischen Militärjunta bei der UNESCO. Nach der griechischen Militärjunta war er von 1975 bis 1978 Ständiger Vertreter der Griechischen Regierung nächst dem UNO-Hauptquartier. Von 1979 bis 1983 war er Botschafter in Ankara. Am 19. September 1983 wurde er zum Botschafter in Washington, D.C. ernannt, wo er vom 24. Oktober 1983 bis 21. September 1989 akkreditiert war. Vom 12. Oktober bis zum 23. November 1989 war er Außenminister in der Koalitionsregierung von Tzannis Tzannetakis.
Vom 16. Februar bis 11. April 1990 wurde er erneut zum Außenminister im Kabinett von Konstantinos Mitsotakis. Eine schwere Krankheit bewog ihn zum Suizid.